# Smaltjärnen, Norrbotten
Smaltjärnen är en sjö i Bodens kommun i Norrbotten och ingår i Piteälvens huvudavrinningsområde. Smaltjärnen ligger i Piteälven Natura 2000-område.